# KTX-山川
KTX-山川（：／ KTX-Sancheon */?）是韓國首款自行研發，並作商業運營的動力集中式高速列車，由現代Rotem製造。車輛分為韓國鐵道公社擁有和運營的110000型和140000型、由韓國鐵道公社擁有並由SR股份有限公司租賃和運營的120000型，以及由SR股份有限公司擁有和運營的130000型。

## 概要
此車輛為利用試驗車輛HSR-350x的技術而製作，當初的名稱為「KTX-II」。2008年11月25日製作出量產車，2009年2月17日下線，進入高陽車輛事業所。後來，經過KORAIL的試運行，2009年10月13日首爾特別市舉辦了活動，首度正式公開。為了減少空氣阻力，車體利用常見品種的魚鱒魚流線型為主題製作，2010年2月招募名稱後，最終採用反應最熱烈的名稱「KTX-山川」。後來，2010年3月2日起分別投入京釜高速線與湖南高速線，開始運行。

### 120000系
這是韓國鐵路公司擁有的高速鐵路車輛，隨湖南高速線的啟用而引入。韓國鐵道公社於2012年2月20日與現代Rotem簽署了供應合同，引進了22編組（220輛），第一列已完成的編組於2013年8月21日發布。隨著韓國高速鐵路的通車，韓國鐵路公司於2015年4月2日至2016年12月8日間投入運營KTX_山川。隨著水西平澤高速線的開通，從2016年12月9日起將其租給SR，並將KTX_山川的名稱分配給140000系，並將其更改為SRT。通過分配給湖南鐵路車輛維護團隊來進行維護，每列總值為335億韓元。

### 130000系
這是隨水西高速鐵道啟用而引入的屬於SR的車輛。2014年3月19日，SR與現代Rotem簽署了交付合同，於2015年10月20日完成了第一編組，在現代Rotem昌原工廠揭幕。隨著水西平澤高速線的開放，在2016年12月9日共有10編組100節投入運營，通過分配給韓國鐵路公司的釜山鐵路車輛維護團隊來進行維護。

### 140000系
為了準備2018年平昌冬季奧運會，江陵線進行高速化工程，於2014年3月從現代Rotem訂購了15列火車，並於2016年至2017年完成，駕駛員座椅視野，雨刮器，連接表面等都得到了改善。除了顏色已恢復為與第一代相同的藍色，設計和規格與130000系幾乎相同。初期由於調試不足曾發生故障。2021年7月13日，Korail宣布由同年8月1日起，在江陵線上投放KTX-Eum列車，原有的140000系車輛將會重新投放至其他KTX高速列車線路。

## 編組
KTX-山川（110000系）
|              | ←首爾、龍山、幸信方向大邱、釜山、晉州、浦項、木浦、益山、麗水EXPO方向→ |           |           |           |                      |           |           |           |                   |           |
| 號車(重連時) | 動                                                                     | 1 (11)    | 2 (12)    | 3 (13)    | 4 (14)               | 5 (15)    | 6 (16)    | 7 (17)    | 8 (18)            | 動        |
| 形式         | 11xx51 PC                                                              | 11xx01 T1 | 11xx02 T2 | 11xx03 T3 | 11xx04 T4            | 11xx05 T5 | 11xx06 T6 | 11xx07 T7 | 11xx08 T8         | 11xx52 PC |
| 表記         | 1xx                                                                    |           |           |           |                      |           |           |           |                   | 1xx       |
| 座席         | -                                                                      | 一般室    | 一般室    | 特室      | 一般室               | 一般室    | 一般室    | 一般室    | 一般室 （自由席） | -         |
| 車內設備     | -                                                                      | WC,,補    | 補,       | WC,補     | WC,乗,賣店, 同伴席   | WC,補     | WC,補,    | 補        | WC,補             | -         |
| 定員         | -                                                                      | 43        | 52        | 30        | 32 （內含同伴席4*4） | 52        | 48        | 52        | 43                | -         |

KTX_山川（4次車）→ SRT（120000系）
|              | ←水西方向釜山・益山・木浦方向→ |           |           |           |           |           |           |           |                   |           |
| 号車(重連時) | 動                             | 1 (11)    | 2 (12)    | 3 (13)    | 4 (14)    | 5 (15)    | 6 (16)    | 7 (17)    | 8 (18)            | 動        |
| 形式         | 12xx51 PC                      | 12xx01 T1 | 12xx02 T2 | 12xx03 T3 | 12xx04 T4 | 12xx05 T5 | 12xx06 T6 | 12xx07 T7 | 12xx08 T8         | 12xx52 PC |
| 表記         | 2xx                            |           |           |           |           |           |           |           |                   | 2xx       |
| 座席         | -                              | 一般室    | 一般室    | 特室      | 一般室    | 一般室    | 一般室    | 一般室    | 一般室 （自由席） | -         |
| 車内設備     | -                              | WC,,補    | 補,       | WC,補     | WC,乗     | WC,補     | WC,補,    | 補        | WC,補             | -         |
| 定員         | -                              | 51        | 56        | 33        | 56        | 48        | 48        | 56        | 60                | -         |

SRT（130000系）
|              | ←水西方向釜山・益山・木浦方向→ |           |           |           |           |           |           |           |                   |           |
| 号車(重連時) | 動                             | 1 (11)    | 2 (12)    | 3 (13)    | 4 (14)    | 5 (15)    | 6 (16)    | 7 (17)    | 8 (18)            | 動        |
| 形式         | 13xx51 PC                      | 13xx01 T1 | 13xx02 T2 | 13xx03 T3 | 13xx04 T4 | 13xx05 T5 | 13xx06 T6 | 13xx07 T7 | 13xx08 T8         | 13xx52 PC |
| 表記         | 3xx                            |           |           |           |           |           |           |           |                   | 3xx       |
| 座席         | -                              | 一般室    | 一般室    | 特室      | 一般室    | 一般室    | 一般室    | 一般室    | 一般室 （自由席） | -         |
| 車内設備     | -                              | WC,,,補   | 補        | WC,補     | 乗        | WC,補,,   | WC,補,    | 補,       | WC,補             | -         |
| 定員         | -                              | 53        | 56        | 33        | 56        | 48        | 48        | 56        | 60                | -         |

KTX_山川（140000系）
|              | ←首爾、龍山、幸信方向大邱、釜山、晉州、浦項、木浦、益山、麗水EXPO方向→ |           |           |           |           |           |           |           |                   |           |
| 号車(重連時) | 動                                                                     | 1 (11)    | 2 (12)    | 3 (13)    | 4 (14)    | 5 (15)    | 6 (16)    | 7 (17)    | 8 (18)            | 動        |
| 形式         | 14xx51 PC                                                              | 14xx01 T1 | 14xx02 T2 | 14xx03 T3 | 14xx04 T4 | 14xx05 T5 | 14xx06 T6 | 14xx07 T7 | 14xx08 T8         | 14xx52 PC |
| 表記         | 4xx                                                                    |           |           |           |           |           |           |           |                   | 4xx       |
| 座席         | -                                                                      | 一般室    | 一般室    | 特室      | 一般室    | 一般室    | 一般室    | 一般室    | 一般室 （自由席） | -         |
| 車内設備     | -                                                                      | WC,,補    | 補,       | WC,補     | WC,乗     | WC,補     | WC,補,    | 補        | WC,補             | -         |
| 定員         | -                                                                      | 51        | 56        | 33        | 56        | 48        | 48        | 56        | 60                | -         |

範例
- 補：補助席
- WC：廁所
- ：自動販賣機
- ：無障礙設施（座位及廁所）
- 乗：乘務員室
- 動：動力車

## 營運
經過測試，KTX-II列車首度於2010年2月11日載客試運行。經過接下來10天的命名比賽後，KTX-II正式改名為KTX-山川，而山川的韓文亦可指櫻鱒。
KTX-山川於2010年3月2日開始商業營運。與起初的計劃不同，首節列車同時用於湖南與京釜的KTX服務。韓國鐵道公社於2010年12月1日開始營運首對首爾－釜山的不停站KTX-山川列車。往馬山的慶全KTX服務於2010年12月15日啟動。
截至2010年12月，KTX-山川已15度故障，主要與信號系統有關。當地觀察者擔心故障的新聞將對Rotem參與里約－聖保羅高速鐵路或加利福尼亞高速鐵路的機會構成負面影響。
2011年2月11日，一列釜山出發往首爾的KTX-山川列車以時速90公里行駛時於光明站前500米的隧道內脫軌。一名乘客受輕傷。初步調查並未發現列車出現任何問題，但指出事故由於維修工人的人為錯誤造成。當時有3節列車預留予時任韓國總統李明博的隨行人員乘搭，但發生事故時並不在列車上。

## 歷史
- 2006年6月7日：韓國鐵道公社購買現代Rotem 10編組100節共2,940億韓圓列車[22]
- 2008年1月10日：韓國鐵道公社增購現代Rotem 9編組90節列車[23]。（後來再追加5編組）
- 2011年2月11日：KTX-山川第3編組因光明站脱線事故退出營運。
- 2012年2月20日：韓國鐵道施設公團因應湖南高速線購買現代Rotem 22編組220節列車[24]
- 2012年9月5日：退出營運的第3編組再部署[25]
- 2013年8月21日：湖南高速線用第1編組落成。[26][27]
- 2013年11月29日：湖南高速線用第1編組開始試運行。（但是同年12月9日至翌年1月5日受鐵道公社勞組反對民營化的大規模罷工影響而中斷[28]）
- 2014年3月5日：韓國鐵道公社因應江陵線開通而增購現代Rotem 15編組150節列車（140000系），總值4,940億韓圓。[29]
- 2014年3月13日：SR（水西高速鐵道株式會社）（朝鲜语：SR (기업)）公募湖南高速線用的列車名，最後決定為KTX-湖南。[30]
- 2014年3月19日：SR因應水西高速鐵道啟用而增購現代Rotem 10編組100節（130000系），總值3,242億韓圓。[31]

## 圖片集
- 兩組列車整體控制運行
- 兩組列車整體控制運行（特寫）
- 110000型特等座車廂（3號車）
- 110000型標準座車廂
- SRT 120000型標準座車廂（1-2、5-8號車）
- SRT 120000型標準座車廂（4號車）

## 關聯作品
在韩国制作的动画“小火車Titipo”中，曾出现一个名为“씽씽”的角色，该角色模仿了SRT 130000系。另外，尽管具有该角色的乘用车的最后一辆车辆也具有驾驶室，但是没有其中这种类型的驾驶室和乘客室集成在一起的车辆。